# Stadsprijs Geraardsbergen 2014
De 83e editie van de Belgische wielerwedstrijd Stadsprijs Geraardsbergen werd verreden op 28 augustus 2014. De start en finish vonden plaats in Geraardsbergen. De winnaar was Dennis Coenen, gevolgd door Kenneth Vanbilsen en Björn Leukemans.

## Uitslag
| Stadsprijs Geraardsbergen 2014 |                      |                          |            |
| Plaats                         | Naam                 | Ploeg                    | Tijd       |
| Winnaar                        | Dennis Coenen        | Leopard Development Team | 4u 06' 14" |
| 2                              | Kenneth Vanbilsen    | Topsport Vlaanderen      | z.t.       |
| 3                              | Björn Leukemans      | Wanty-Groupe Gobert      | z.t.       |
| 4                              | Kobus Hereijgers     | Cycling Team De Rijke    | +07"       |
| 5                              | Geert van der Weijst | Cycling Team Jo Piels    | z.t.       |
| 6                              | Jérôme Baugnies      | Wanty-Groupe Gobert      | +42"       |
| 7                              | Michael Van Staeyen  | Topsport Vlaanderen      | z.t.       |
| 8                              | Dylan Groenewegen    | Cycling Team de Rijke    | z.t.       |
| 9                              | Alexander Maes       | Wanty-Groupe Gobert      | z.t.       |
| 10                             | Håvard Blikra        | Team Øster Hus - Ridley  | z.t.       |

1912 · 1913 · 1914–1926 · 1927 · 1928–1932 · 1933 · 1934 · 1935 · 1936 · 1937 · 1938 · 1939 · 1940 · 1941 · 1942 · 1943 · 1944 · 1945 · 1946 · 1947 · 1948 · 1949 · 1950 · 1951 · 1952 · 1953 · 1954 · 1955 · 1956 · 1957 · 1958 · 1959 · 1960 · 1961 · 1962 · 1963 · 1964 · 1965 · 1966 · 1967 · 1968 · 1969 · 1970 · 1971 · 1972 · 1973 · 1974 · 1975 · 1976 · 1977 · 1978 · 1979 · 1980 · 1981 · 1982 · 1983 · 1984 · 1985 · 1986 · 1987 · 1988 · 1989 · 1990 · 1991 · 1992 · 1993 · 1994 · 1995 · 1996 · 1997 · 1998 · 1999 · 2000 · 2001 · 2002 · 2003 · 2004 · 2005 · 2006 · 2007 · 2008 · 2009 · 2010 · 2011 · 2012 · 2013 · 2014 · 2015 · 2016 · 2017 · 2018 · 2019 · 2020 · 2021 · 2022